# Glaphyrus reymondi
Glaphyrus reymondi là một loài bọ cánh cứng trong họ Glaphyridae. Loài này được Kocher miêu tả khoa học năm 1957.